# Humberto Salazar
Humberto Salazar – wenezuelski zapaśnik walczący w stylu wolnym. Zajął czwarte miejsce na igrzyskach panamerykańskich w 1971. Srebrny medalista igrzysk Ameryki Środkowej i Karaibów w 1970. Mistrz igrzysk boliwaryjskich w 1970 roku.